# 마르뱅 마티프
마르뱅 조브 마티프(프랑스어·독일어: Marvin Job Matip, 1985년 9월 25일~)는 독일 태생 카메룬의 축구인으로 선수 시절 중앙 수비수로 활동했다. 독일에서 태어나 카메룬 축구 국가대표팀에서 활동했으며 축구인 조엘 마티프의 형이다.
대한민국에서는 이름 'Marvin'을 독일어로 읽은 마르빈 마티프, 성 'Matip'을 로마자 그대로 읽은 마르뱅 마팁으로도 알려져 있다.

## 어린 시절
마르뱅 마티프는 1985년 9월 25일 서독의 보훔에서 전직 축구 선수였으며 카메룬에서 화학 학위를 취득한 카메룬인 아버지 장 마티프(프랑스어: Jean Matip)와 독일인 어머니 에바마리아 마티프(독일어: Eva-Maria Matip) 사이에서 태어났다. 그는 1992년 SC 바이트마어 45에 입단하며 축구 선수 경력을 시작했고 1994년 SC 바이트마어 45를 떠나 VfL 보훔에 입단했다.

## 구단 경력

### VfL 보훔
마르뱅 마티프는 2004-05 시즌 VfL 보훔 II 소속으로 오버리가 베스트팔렌에서 활동했으나 보훔 II는 리그 마지막 경기에서 패배하며 레기오날리가 노르트로의 승격에 실패했다. 같은 시즌에 그는 2004년 10월 23일 보훔과 VfL 볼프스부르크의 2004-05 시즌 분데스리가 9라운드에서 등번호로 25번을 받고 선발로 출전하며 보훔의 1군에 데뷔했다.

### 1. FC 쾰른
2005년 6월 마티프는 자유계약으로 보훔에서 1. FC 쾰른으로 이적했고 쾰른에서 뛰면서 2009년 6월 쾰른과의 계약을 2011년 6월 30일까지 연장했다. 그는 2010년 2월 1일, 구매 옵션이 있는 6개월 임대 계약을 맺고 카를스루에 SC에 입단했지만 카를스루에는 구매 옵션을 발동하지 않았다.

### FC 잉골슈타트 04
2010년 8월 31일 마티프는 쾰른에서 FC 잉골슈타트 04로 이적했고 잉골슈타트에서 주전으로 활동하면서 팀의 주장으로 임명되었다. 그는 2012년 잉골슈타트와 2015년 6월까지 유효한 새로운 계약을 체결했고, 2014-15 시즌에 랄프 하젠휘틀 감독과 함께 잉골슈타트의 2. 분데스리가 우승과 구단 역사상 첫 분데스리가 승격을 만들었다. 잉골슈타트는 분데스리가로 승격한 후 한 시즌 동안 분데스리가에 소속된 뒤 2016-17 시즌 분데스리가에서 2. 분데스리가로 강등되었다. 
잉골슈타트가 2018-19 시즌 3. 리가로 강등될 위기에 처하자 잉골슈타트의 감독 옌스 켈러는 마티프를 기용하지 않았고 2019년 1월 마티프를 동계 훈련에서 배제하고 그를 1군에서 2군으로 강등시켰다. 마티프는 FC 잉골슈타트 04 II 소속으로 레기오날리가 바이에른에 6경기 출전해 2득점을 기록했고 2019년 4월, 토마스 오랄 감독에 의해 잉골슈타트 1군에 복귀했지만 이후 1군 경기에 출전하지 못했다. 잉골슈타트는 리그에서 16등을 차지해 강등 플레이오프를 치르게 되었고 SV 베헨 비스바덴에 원정 다득점 원칙에 의해 패배하면서 3. 리가로 강등되었다. 마티프는 잉골슈타트를 떠났고 2019년 10월 프로 선수에서 은퇴했다.

### 선수 복귀
프로 선수에서 은퇴한 후 2년 뒤 2021년 9월, 마티프는 독일의 아마추어 구단인 SV 잉골슈타트-훈츠첼(독일어: SV Ingolstadt-Hundszell)에 입단해 독일 축구 리그 시스템의 최하위 리그이자 독일의 지역 리그인 크라이스클라세 도나우/이자어 2에 출전했다. 그는 9월 26일 잉골슈타트-훈츠첼과 TSV 리히테나우(독일어: TSV Lichtenau)와의 경기에서 잉골슈타트-훈츠첼 데뷔전을 가졌고 경기에서 2득점을 기록하며 팀의 7대 0 승리에 기여했다.

## 국가대표팀 경력
마르뱅 마티프는 독일 U-19 축구 국가대표팀 소속으로 2005년 FIFA 세계 청소년 선수권 대회에 출전해 독일과 중국 U-20 축구 국가대표팀과의 16강전에서 독일의 세 번째 득점을 만들었고 독일 U-21 축구 국가대표팀 소속으로 2006년 UEFA U-21 유럽 축구 선수권 대회에 출전했다. 이후 그는 독일이 아닌 카메룬의 국가대표가 되고 싶다는 의사를 밝혔고 2007년 카메룬 축구 국가대표팀에 차출되었다. 그러나 마티프의 차출 관련 서류가 국제 축구 연맹에 제때에 제출되지 않아 그의 카메룬 국가대표팀 데뷔전은 늦춰지게 되었다.
마티프는 2013년 6월 2일 우크라이나 축구 국가대표팀과의 친선경기에서 카메룬 국가대표팀 데뷔전을 가졌다. 그는 2016년 3월 26일과 29일 카메룬과 남아프리카 공화국 축구 국가대표팀과의 2017년 아프리카 네이션스컵 예선 두 경기에 모두 출전했다.

## 축구행정가 경력
마르뱅 마티프는 2019년 10월 자신이 활동했던 FC 잉골슈타트 04에서 구단 마케팅과 경영에 관한 교육 프로그램을 이수하기 시작했고 스포츠와 사업 경영학 학사 학위 수료 과정 또한 시작했다.

## 개인사
독일계 카메룬인인 마르뱅 마티프에게는 조엘 마티프라는 동생이 있다. 조엘 또한 마르뱅과 함께 카메룬 축구 국가대표팀에서 활동했으며 이들은 카메룬의 축구 선수 조제프데지레 조브의 사촌이다.
마르뱅은 엘리자베트 마티프(독일어: Elisabeth Matip)와 결혼했고 둘은 마르뱅이 프로 선수에서 은퇴한 후 6개월 동안 함께 세계 여행을 갔다 왔다. 이들은 리버풀 FC와 레알 마드리드 CF와의 2022년 UEFA 챔피언스리그 결승전에서 조엘을 보기 위해 스타드 드 프랑스를 방문했다가 경기장 바깥에 최루제가 살포되는 것을 보고 근처 식당으로 대피했다.

## 수상 내역
FC 잉골슈타트 04
- 2. 분데스리가: 2014-15[21]